# العلاقات البحرينية البريطانية
العلاقات البحرينية البريطانية هي العلاقات الثنائية بين مملكة البحرين والمملكة المتحدة لبريطانيا العظمى وأيرلندا الشمالية. البحرين لديها سفارة في لندن والمملكة المتحدة هي إحدى أربع دول أوروبية لديهما سفارة في المنامة. نالت البحرين استقلالها عن المملكة المتحدة في عام 1971 وحافظت على العلاقات الدبلوماسية والعسكرية والتجارية القوية.

## التاريخ

### المعاهدات المبكرة
في بداية القرن التاسع عشر حاولت بريطانيا القوة المهيمنة في المنطقة إنهاء القرصنة في الخليج العربي لتأمين طرق التجارة البحرية لشركة الهند الشرقية. في عام 1805 عرضت العائلة الحاكمة في البحرين آل خليفة دعم بريطانيا ضد الدولة السعودية الأولى في مقابل الحصول على مساعدة من حين لآخر من قبل السفن البريطانية. أيد طلبها من قبل المقيم البريطاني في مسقط ولكن حكومة الهند رفضت ذلك. في عام 1816 وقع ويليام بروس المقيم السياسي البريطاني في الخليج العربي على اتفاق غير رسمي مع آل خليفة ينص على بقاء بريطانيا على الحياد في الحرب بين عمان والبحرين. بعد أربع سنوات رفض بروس ضمان اتفاق الهدنة بين حكومة البحرين وعمان.
في عام 1820 وقعت بريطانيا المعاهدة العامة للسلام مع زعماء القبائل في الخليج العربي بما في ذلك آل خليفة بناء على طلبهم. من خلال توقيع هذه المعاهدة اعترفت بريطانيا بآل خليفة حكام شرعيين على البحرين. في عام 1822 منعت بريطانيا سلميا حرب وشيكة بين حكومة البحرين وعمان. فيما بين 1820 و1850 حاول آل خليفة مرارا اقناع السلطات البريطانية توفير الحماية الكاملة للبحرين ضد التهديدات الخارجية ولكن من دون جدوى. أرادت بريطانيا من البحرين أن تبقى دولة مستقلة. تغير الوضع في عامي 1859 و1860 عندما ناشد حاكم البحرين الدولة القاجارية والدولة العثمانية لتوفير الحماية وفي عام 1861 حاصر الأحساء الواحة الساحلية في شرق شبه الجزيرة العربية. هذا ما دفع البريطانيين في عام 1861 لإجبار الحاكم على توقيع الهدنة الدائمة للسلام والصداقة. وفقا لأحكام الاتفاقية فإنه لا يحق لحاكم البحرين الانخراط في الحرب والقرصنة والعبودية في البحر مقابل توفير بريطانيا الحماية البحرية. اعترفت المعاهدة أيضا بآل خليفة حكام مستقلين.
بعد ست سنوات في أغسطس 1867 تدخلت البحرية البريطانية بعد الهجوم البحريني على قطر. بعد عامين أي في عام 1869 تدخلت مرة أخرى لإنهاء صراع داخلي على السلطة وعينت عيسى بن علي آل خليفة البالغ من العمر 21 سنة حاكما على البحرين. في السنوات اللاحقة زادت بريطانيا من سيطرتها على اتصالات عيسى مع القوى الخارجية خصوصا مع العثمانيين التي كانت تطالب بالبحرين وقطر. فيما بين 1878 و1880 فشل البريطانيون في حماية البحرين ضد القراصنة الذين ينشطون من على الأراضي التي يطالب بها العثمانيين. كما قاموا بمنع عيسى من الدفاع عن الزبارة مركز تجارة وصيد اللؤلؤ التي تقع في منتصف الطريق بين مضيق هرمز والذراع الغربي للخليج العربي ضد هجوم بري من أجل تجنب المواجهة مع العثمانيين الذين أيدوا آل عبد الله (فرع آل خليفة الذي كان قد نفي من البحرين بعد نزاع على السلطة). النفوذ العثماني المتزايد في المنطقة هدد الوضع القائم في البحرين ودفعت العقيد إ. س. روس المقيم البريطاني إلى التوقيع على معاهدة جديدة مع البحرين في 22 ديسمبر 1880. المعاهدة تحظر على حاكم البحرين الدخول في مفاوضات وتوقيع معاهدات أو قبول أي شكل من أشكال التمثيل الدبلوماسي مع قوى أجنبية من دون موافقة بريطانيا باستثناء المراسلات الودية العرفية ذات الأهمية الثانوية. إلا أنها لا تشير إلى استقلال البحرين.
خوفا من زيادة نشاط النفوذ العثماني والفرنسي في المنطقة وقعت بريطانيا معاهدة جديدة مع البحرين في عام 1892 الأمر الذي زاد من اقتصار العلاقات الخارجية للحاكم من خلال حظر التخلص من الأراضي لأية قوة أجنبية أخرى من بريطانيا. كما حظر أيضا الاتصالات الطفيفة المعفاة بموجب معاهدة 1880. معاهدات 1880 و1892 حولت بشكل فعال البحرين إلى محمية بريطانية وإعطاء السيطرة البريطانية على الدفاع والعلاقات الخارجية ويجب على الحاكم أيضا القبول بالنصيحة البريطانية فيما يتعلق بالمسائل الداخلية. خلال هذه الفترة كانت البحرين مركز العمليات التجارية البريطانية في المنطقة. فيما بين 1829 و1904 عين المقيم السياسي في الخليج العربي مساعد له في البحرين. تم تعيين مواطنين في وظيفة المساعد حتى عام 1900 عندما تم تعيين بريطانيين لاستيعاب الزيادة في التجارة البريطانية وجذب الشركات البريطانية. كان البريطانيون معنيون أساسا بمصالحهم التجارية والاهتمام الكافي بالشؤون الداخلية البحرينية. ينسب لبريطانيا من قبل المؤرخين تحقيق الاستقرار والنمو للبحرين التي شهدتها في النصف الأخير من القرن 19.

### زيادة الحماية البريطانية
في عام 1903 زار اللورد كيرزون نائب الملك في الهند والبحرين وسلط الضوء على الحاجة إلى إصلاح الجمارك التي كانت في حالة من الفوضى من خلال تعيين إداري بريطاني لكن عيسى قاوم هذا الأمر واعتبره تدخلا وقال كرزون له أن البريطانيين سيستمرون في مطالبهم. بدأت الشكاوى حول الجمارك في وقت مبكر من عام 1885 وبقي موضوع شعبي لمسؤولين بريطانيين لحين تنفيذ الإصلاحات الإدارية في. خلال هذه الفترة قاوم عيسى السيطرة البريطانية على الجمارك من أجل أن تبقى مستقلة ماليا. في عام 1904 تمت ترقية المساعد البريطاني إلى المعتمد السياسي البريطاني.
في 29 سبتمبر هاجم أتباع علي بن أحمد آل خليفة ابن شقيق عيسى كتبة يعملون لحساب شركة تجارية ألمانية. علي نفسه هاجم التاجر الألماني. في 14 نوفمبر هاجم أتباعه العديد من الفرس وأصابوهم بجروح بالغة. طلب المعتمد السياسي من عيسى معاقبة المعتدين وتعويض الضحايا لكنه عيسى رفض. بعد أن فشل في الحصول على العدالة في البحرين أحال الأطراف الضحايا قضاياهم إلى القنصل الألماني في ميناء بوشهر الفارسي والأمين الفارسي للشؤون الخارجية على التوالي.
خوفا من أن هذه الحوادث لن تسمح لقوات أجنبية في «كسب فرصة لمهاجمة النظام البريطاني» زار اللواء بيرسي كوكس المقيم السياسي القائم بأعمال في الخليج العربي البحرين في أسطول بحري في 30 نوفمبر. وافق عيسى على معاقبة الذين وقفوا وراء الهجوم على الشركة الألمانية ولكن ليس أولئك الذين هاجموا الفرس. بعد مشاورات مع السلطات البريطانية العليا عاد كوكس إلى البحرين في عرض كبير للقوة في 23 فبراير 1905. أصدر إنذارا انتهى في 25 فبراير. طالب كوكس بترحيل علي كتعويض للفرس وحظر العمل القسري للأجانب والتمسك بتحذيرات المعتمد السياسي البريطاني. هدد بإطلاق النار على العاصمة المنامة إذا عيسى لم يمتثل.
وافق عيسى على المطالب في 26 فبراير بعد أن أطلق كوكس بضع طلقات فارغة على المدينة الساحلية الرئيسية في المنامة. سرا زعم أنه حذر علي بأن اعتقاله لا مفر منه. اكتشف أن علي قد رحل وأخذ كوكس ولي العهد حمد رهينة وفرض الإقامة الجبرية على عيسى ومصادرة ممتلكات علي. ثم تم اعتقال القاضي السني جاسم المهزع صاحب النفوذ الكبير. بعد ثلاثة أيام كان كوكس راض عن النتائج المقدمة للبريطانيين. أطلق سراح حمد والمهزع وأطلق سراح عيسى من الإقامة الجبرية. سلم علي نفسه في يوليو وتم ترحيله إلى بومباي بالهند في سبتمبر.
في يناير 1906 مدد كوكس اختصاص المعتمد السياسي البريطاني إلى الفرس عندما قضى بأن الفارسي الذي ضبط وهو يسرق من سفينة بريطانية تم إيوائه في البحرين التي تقع تحت الولاية القضائية البريطانية. في أبريل مدد المعتمد السياسي البريطاني أيضا ولايته لتشمل اليهود والمسيحيين الأصليين بعد أن اشتكت المجموعة الأولى من المضايقات بسبب الضرائب التي فرضها عيسى. وفقا لمسؤول بريطاني فإن كل هذه الصلاحيات القضائية كانت «غير مصرح بها بموجب أي قانون».
لم يتم إدراك الآثار الكاملة لهذه الإجراءات في البداية لأن كل الأجانب وضعوا تحت ولاية المعتمد السياسي البريطاني الذي قام بإنشاء سلطة مزدوجة تتعارض في كثير من الأحيان مع سلطة الحاكم والآخر للوكالة السياسية البريطانية التي يقودها. خلال ذلك الوقت كان هناك عدد متزايد من الأجانب بسبب طفرة صيد اللؤلؤ الذي استقر على معدلات عالية. في الوقت نفسه فإن مصطلح أجنبي يفتقر إلى تعريف دقيق. أعلن كل من عيسى والبريطانيين أن العرب غير البحرينيين والبحارنة ضمن رعاياهم. كانت دوافع عيسى السياسية وكذلك المالية هي الحصول على 10٪ من جميع الرسوم القانونية. كان رد فعل عيسى لهذا التغيير بتأجيل أي إصلاح للجمارك الذي وصفه بأنه «أعز تجارة بريطانية».
حاول البريطانيون استخدام هذا الجو لصالحهم. الكابتن ف. ب. بريدو الوكيل السياسي المعين حديثا وضع خطط لإجراء إصلاحات إدارية. خلافا للمسؤولين البريطانيين الآخرين فإنه لم يقترح تغييرات في العادات أو السلطة الداخلية لآل خليفة. اقترح بريدو بدلا من ذلك أن تتركز الإصلاحات على «إنهاء الطغيان المحلي» في شكل العمل القسري والفساد القضائي والمالي. كانت مقترحاته أساس مجلس الدولة البحريني عن طريق وثيقة صادرة في عام 1913 التي ضمنت الوضع القانوني لبريطانيا في البحرين. في البداية رفضت هذه الخطط من قبل كوكس الذين يعتقد أنها كانت سابقة لأوانها. يعتقد المسؤولون البريطانيون أنه بحلول عام 1908 سيضطر عيسى لقبول الإصلاحات في الجمارك بسبب انتهاء عقود التجار البانيان. ومع ذلك في يناير 1908 ارتفعت الإيرادات الجمركية عندما عين عيسى مسؤولين محليين.

### مجلس حكم الدولة البحريني والحرب العالمية الأولى
قبل نهاية عام 1907 كان البريطانيون لم يعلنوا صراحة أن البحرين محمية رسميا وبدلا من ذلك اعتبروها تحت حمايتهم. رفضت وزارة الخارجية استخدام شروط صارمة لتحديد وضع البحرين. لكن في المراسلات الخاصة بين المسؤولين البريطانيين فإن مصطلح الحماية كثيرا ما كان يستخدم منذ عقد 1890. في 14 نوفمبر 1907 طلبت الحكومة الهندية إصدار قرار بإنشاء مجلس حكم الدولة البحريني في ضوء اختصاص بريطانيا المتزايد بالأجانب. ارتفاع المصالح الخارجية والتجارة في المنطقة لا سيما للألمان كان دافع آخر مهم. في هذا الطلب اعترفت حكومة الهند أن معاهدة 1880 قد حولت البحرين إلى نوع من المحمية.
في فبراير 1908 شككت وزارة الخارجية ما إذا كانت الإصلاحات الإدارية يمكن القيام بها جنبا إلى جنب مع الإقرار رسميا باختصاص سلطة بريطانيا على البحرين وذلك أن هذا الأخير قد لا تثير أي ردود فعل عدائية من قوى أجنبية أخرى. في مارس فإن لجنة برئاسة جون مورلي وزير الدولة لشؤون الهند تم تشكيلها. خلصت في تقريرها النهائي أن البحرين كانت في الواقع محمية بصرية بريطانية ولكن لم ترى من المناسب الإعلان عن هذا الأمر وأنه ينبغي إصدار قرار من المجلس بموافقة خطية من عيسى باختصاص بريطانيا في السلطة القضائية على الأجانب. تمت الموافقة على التقرير في فبراير 1909 وبالإضافة إلى توصياتها فإن حكومة الهند كلفت في مايو بإعداد مشروع للاشتراك في المجلس. تم تأمين موافقة عيسى في يوليو ولكن لأسباب مختلفة تم تقديم المشروع فقط في يونيو 1911. للمزيد من المفاوضات مع عيسى والعثمانيين تأخرت الموافقة على قرار المجلس حتى 12 أغسطس 1913.
تم نشر إعلان إنشاء مجلس حكم الدولة البحريني في صحيفة لندن غازيت في 15 أغسطس. هذا القرار وفر الغطاء القانوني لاختصاص بريطانيا على الأجانب. كما أن هذا القرار يحد من صلاحيات الحاكم ويمنح الوكيل السياسي اختصاصات أكبر بما في ذلك المحاكم الدينية. ذكر جون مارلو أن هذا قد ساوى مكانة البحرين مع مستعمرة بريطانية وسلطة المقيم السياسي البريطاني بسلطة حاكم مستعمرة. كتب ليتلفيلد أن مجلس حكم الدولة قدم للبحرين «كل شيء إلا الاسم وهي مستعمرة بريطانية» وأنه أثار المشاعر المعادية لبريطانيا. تم تشكيل ستة محاكم حسب التالي:
- الحكمة الرئيسية للمسلمين.
- المحكمة الجزئية للأجانب.
- المحكمة المشتركة عندما يكون طرفي النزاع أحدهما بحريني والآخر أجنبي.
- المجلس العرفي وهو عند موافقة أطراف النزاع على المثول به.
- محكمة السالفة المعنية بالنزاعات التي تحدث في مهنة الغوص عن اللؤلؤ.
- محكمة كازي وهي للحالات التي يمكن تحويلها من المحاكم الأخرى.

كان القانون الواجب التطبيق هو قانون الهند البريطانية مع بعض التعديلات. ومع ذلك فإن العمل بمجلس حكم الدولة توقف بسبب المفاوضات مع العثمانيين واندلاع الحرب العالمية الأولى. وضع فقط حيز التنفيذ في فبراير 1919 معلنا عن بدء الإصلاحات الإدارية.
قبل بضعة أشهر من الحرب منحت البحرين بريطانيا امتيازات حصرية لاستخدام النفط. خلال الحرب فإن معظم البحرينيين لم يدعموا الحلفاء على الرغم من أنهم كانوا في حالة حرب مع العثمانيين. اعتقد البريطانيون أن هذا يرجع إلى اهتمام بريطانيا بقمع البحرينيين الأصليين وتعليق الإصلاحات. كانت هذه المشاعر المعادية لبريطانيا سبب آخر لتأخير تنفيذ مجلس حكم الدولة حتى بعد نهاية الحرب. من ناحية أخرى كان عيسى وعائلته خاصة ابنه الأصغر عبد الله موالين للبريطانيين. أعطي عيسى وسامي الإمبراطورية الهندية الرفيق والفارس في عامي 1915 و1919 على التوالي. عبد الله أيضا أعطي وسام الرفيق في عام 1915.
كان الوضع في البحرين هاديء ولكن الأوضاع الاقتصادية كانت صعبة جدا حيث انخفض دخل الجمارك بنسبة 80٪ وتوفي 5000 شخص نتيجة مرض الطاعون في المنامة والمحرق وآخرون هاجروا. اقترب البحرينيون من حافة المجاعة بسبب حظر الهند تصدير الأرز وزيادة في أسعار السلع الأساسية. رد عيسى في عام 1917 عن طريق الاقتراض من التجار وزيادة الضريبة الجمركية وانتزاع ملكيات المسلمين الشيعة الذين كانوا الآن المجموعة الوحيدة غير السنية الذين لا يتمتعون بالحماية البريطانية. في ذلك الوقت ردت بريطانيا على التهديدات الخارجية من السعوديين والعثمانيين والفرس من خلال تشديد قبضتها على البحرين. كان العثمانيون والفرس يطالبون منذ فترة طويلة بالسيطرة على الجزيرة. بعد انتهاء الحرب شنت وسائل الإعلام الفارسية حملة تدعو إلى وقف السياسات القمعية ضد الشيعة المشتركين معهم في نفس المذهب. بحلول نهاية الحرب أصبح الخليج العربي بحيرة بريطانية بإلحاق الهزيمة بكل أعداء بريطانيا وبالتالي سيطرتها على المنطقة من دون منازع. مثل هذا تحولا في السياسة البريطانية في البحرين نحو المزيد من التدخل في الشؤون الداخلية للجزيرة.
تم نقل القاعدة البحرية البريطانية الرئيسية في منطقة الخليج العربي إلى البحرين في عام 1935 بعد فترة وجيزة من بدء إنتاج النفط على نطاق واسع.
في عام 1960 وضعت المملكة المتحدة مستقبل البحرين في التحكيم الدولي وطلبت أن يتحمل الأمين العام للأمم المتحدة هذه المسؤولية.
في عام 1970 طالبت إيران بضم البحرين وغيرها من جزر الخليج العربي. أقنعت الحكومة البريطانية إيران بإسقاط مطالبتها لجزيرة البحرين. ومع ذلك فإن اتفاق المملكة المتحدة مع إيران شمل على عدم متابعة مزاعمها في البحرين إذا تحققت المطالبات الأخرى. في العام نفسه أفادت الأمم المتحدة أن البحرينيين اجمعوا على الاستقلال عن بريطانيا وتأسيس دولة ذات سيادة مستقلة تماما.
شهد الاستفتاء تأكيد البحرينيين على الهوية العربية واستقلالها عن بريطانيا. أعلنت البحرين نفسها دولة مستقلة بالكامل في 15 أغسطس 1971. انسحب البريطانيون من البحرين في 16 ديسمبر عام 1971 مما جعل البحرين إمارة مستقلة.
في عام 2005 أصدر رئيس وزراء المملكة المتحدة توني بلير وملك البحرين حمد بن عيسى بن سلمان آل خليفة بيانا مشتركا قالا فيه أن البلدين لديها علاقة قوية ودافئة وطويلة الأمد ومتجذرة في صداقتنا على مر السنين وفي عام 1971 معاهدة الصداقة.
يعمل 7 آلاف بريطاني في البحرين مما يجعلهم أكبر جالية أوروبية مغتربة. هناك أيضا أكثر من 2000 طالب بحريني يدرسون في بريطانيا.

## التبادل التجاري
في عام 2012 بلغ حجم التجارة الثنائية بين البلدين بقيمة 884 مليون جنيه استرليني.

## الاتفاقيات
في عام 2006 وقعت البحرين والمملكة المتحدة اتفاقا لتشجيع الاستثمارات المحمية المصممة «لخلق ظروف مواتية لمزيد من الأموال من المواطنين والشركات من دولة واحدة في أراضي الدولة الأخرى».
في 13 يونيو 2007 تم التوقيع على اتفاقية تعاون بين سوق البحرين للأوراق المالية وسوق لندن للأوراق المالية.
في 11 أكتوبر 2012 تم التوقيع على اتفاق تعاون في مجال الدفاع بين مملكة البحرين والمملكة المتحدة لتعزيز تبادل المعلومات الاستخباراتية والتعليم والتعاون العلمي والتقني والتدريب المشترك للقوات العسكرية.

## تحت بريتي باتيل
كوزير للداخلية، شوهد باتيل يحسن العلاقات مع الدولة الخليجية. في ديسمبر 2020، زارت البلاد للمشاركة في حوار المنامة، حيث التقت بنظيرها وعدد من كبار وزراء الحكومة البحرينية. ومع ذلك، قامت أيضًا بجولة في أحد أقسام الشرطة البحرينية، شرطة محافظة المحرق، حيث تعرض العديد من نشطاء حقوق الإنسان للتعذيب والاعتداء الجنسي من قبل السلطات. حتى أن وزارة الداخلية البريطانية منحت حق اللجوء لناشط ديمقراطي بحريني، يوسف الجمري، الذي تعرض للتعذيب والتهديد بالاغتصاب في نفس مركز الشرطة. تمت إدانة باتيل بشدة لزيارتها من قبل جماعات حقوق الإنسان وسجناء البحرين الذين تعرضوا لسوء المعاملة.
في مايو 2021، اتُهم بريتي باتيل بالنظر إلى «النشطاء على أنهم تهديد أمني» من قبل مدير المناصرة في BIRD، سيد أحمد الوداعي، الذي كان يواجه تحديات في المملكة المتحدة للحصول على الموافقة على طلب ابنته للحصول على الجنسية. في نفس الوقت تقريبًا، في 25 مايو، استضاف باتيل اجتماعًا مع وزير الداخلية البحريني راشد بن عبد الله آل خليفة، الذي يُزعم أنه مسؤول عن اضطهاد المدافعين عن حقوق الإنسان والصحفيين. جاء الاجتماع بعد شهر من ورود أنباء عن «قمع عنيف» من قبل السلطات البحرينية لأكثر من 60 سجينًا سياسيًا في سجن جو.،  ومع ذلك، أدان نواب المملكة المتحدة الاجتماع، ووصفوه بأنه «إهانة لا تصدق لضحايا هذه الانتهاكات». أرسل أندرو جوين أيضًا رسالة مفتوحة موقعة من عدة نواب من مختلف الأحزاب إلى بوريس جونسون ودعا السلطات إلى تطبيق عقوبات قانون ماغنيتسكي على راشد بن عبد الله آل خليفة.،